# Slavko Perović
Slavko Perović (crnog. ćiril. Славко Перовић, Cetinje, 1954.), crnogorski pravnik i političar, predvoditelj proturatnih prosvjeda u tadašnjoj Jugoslaviji-Crnoj Gori protiv opsade Dubrovnika.
Diplomirao na Pravnome fakultetu sveučilišta u Podgorici 1978. godine. Položio je sudsko-odvjetnički ispit u Beogradu 1979. i apsolvirao postdiplomski studij na Internacionalnom univerzitetskom centru u Dubrovniku.
Već kao student aktivan u društvenome životu, kao član SKJ-a. Sudjelovao je u pokretanju omladinskoga glasila Mi, časopisa za umjetnost, nauku i kulturu Ars, Književne opštine Cetinje, Radio Cetinja... no, od komunističkih vlasti je koncem 1980-ih bio optužen za "crnogorski nacionalizam", pa je napustio SKJ.
Jedan je od utemeljitelja LSCG-a 1990., te prvi predsjednik Izvršnoga odbora te stranke. Od 1991. je predsjednik LSCG-a, i poslanik u Skupštini Crne Gore.
Predvodio masovne prosvjede zbog crnogorskoga napada na Dubrovnik.
Godine 1996. pokretač je oporbene koalicije Narodna sloga u Crnoj Gori.
Donosi 2005. odluku o raspuštanju LSCG-a. Od tada se povlači iz politike. 

## Vanjske poveznice
- Životopis na osobnom mrežniku
- PROSVJED CRNOGORSKIH LIBERALA NA CETINJU U POVODU NAPADA NA DUBROVNIK 1991.